# 于士祐
于士祐（1825年—1879年），字筠庵。天津人。清朝詩人。
道光五年（1825年）出生。副榜贡生，候选教谕。與梅宝璐、杨香吟、孟继坤等友好，工於诗，“高旷之致，无猥瑣之态”。光绪五年（1879年）卒。有诗集《南有吟亭诗草》。